# 高野橋 (都幾川)
高野橋（たかのはし）は埼玉県東松山市早俣と、同市下押垂の間を流れる都幾川に架かる東松山市道52号線の道路橋である。

## 概要
名前が示す通り、都幾川で隔てられた市内の高坂地区と野本地区を結ぶ橋である。都幾川の終点から1.8 kmの地点に架かる橋長155.1メートル、全幅員10.75メートル、有効幅員9.75メートルの5径間単純鋼合成鈑桁橋である。歩道は上流側のみに設置されている。橋面は凸状に弓なりに反った緩やかな縦断曲線を描いている。
取付道路の斜路は左岸側は盛土、右岸側は橋長33.28メートル、全幅員10.65メートル、有効幅員9.75メートルの2径間のPCT桁高架橋（高野橋取付高架橋）を併用している。堤防天端の道路から橋へは、両岸側ともアクセス可能となっている。
公共交通機関（路線バス）の経路には使用されていない。
都幾川における国土交通省の水位の測定地点（野本水位観測所）のひとつである。

## 歴史
早俣の渡し（現早俣橋）と高坂の渡し（現東松山橋）との間に渡船場は設けられていなかったが、橋の場所のやや東側で都幾川の流路が北から西に向きが変わった位置に旧早俣河岸が天保年間頃より設けられていた。その後旧早俣河岸はやや下流側に位置を変えた。旧早俣河岸には4件の問屋があった。早俣河岸は越辺川・都幾川筋で最上流に位置する河岸でもあった。
現在の橋が架けられるまでは押垂橋と称される木造冠水橋が低水路に設けられていた。冠水橋が老朽化したことや、増水時は通行不能で不便であったため、永久橋への架け替えが行なわれ、1981年（昭和56年）度より永久橋の工事に着手した。事業主体は東松山市である。
橋は1987年（昭和62年）12月に竣工した。なお、右岸側の取付高架（高野橋取付高架橋）は1986年（昭和61年）3月に竣工され、先行して1987年（昭和62年）に供用が開始されている。総工費は8億2887万円であった。工事の際、橋の用地に支障する冠水橋の取付道路の一部は廃道された。
橋の完成記念式（開通式）は1988年（昭和63年）2月22日に挙行され、橋の供用を開始した。ただし開通当初は取付道路はまだ未完成のため、その完成までは地域住民の生活道路として使用された。橋より南側で、県道212号までの取り付け道路は1988年（昭和63年）度より残り300メートルの用地買収に着手され、65年度（平成2年度）の完成予定で工事が進められた。橋より800メートル北側の県道345号までの道路は1990年（平成2年）度より用地買収に着手された。
冠水橋は永久橋の開通後に撤去されたが、取り付け道路は右岸側は民家の間を抜ける小路と共に存続され、左岸側も堤防を斜めに横断しながら河川敷に降りる道路として残されている。
橋の修繕工事が近年では2016年（平成28年度）と2018年（平成30年）度に実施された。2018年の方は、2018年（平成30年）12月5日から翌年2月28日にかけて工事が行なわれた。

## 周辺
両岸側とも堤防の近くに自然堤防があり、そこに帯状の集落がある。そこから離れると後背湿地の水田地帯である。付近は水害の常襲地帯で2019年（令和元年）の台風19号による水害でも周囲は広範囲に浸水した。
- ピオニウォーク東松山
- ライフガーデン東松山
- 西福寺
- 長楽堰（河川施設） - 長楽用水の取水堰
- 早俣子供広場
- 神秘珍々ニコニコ園（珍スポット） - 閉園。跡地には太陽光発電所がある。

## 隣の橋
- 都幾川

（上流） - 東松山橋 - 新東松山橋 - 高野橋 - 早俣橋 - 長楽落合橋 - （下流）